# Milanković (krater na Marsu)
Milanković je krater u četverokutu Diacria na Marsu. Ima promjer od 118,4 km. Nalazi se na 54,7° sjeverne areografske širine i 146,7° zapadne areografske dužine. Krater se lako vidi na fotografijama Marsa, jer leži sjeverno od Olympus Monsa i nalazi se u ravnici Vastitas Borealis. 
Ime je dobio po geofizičaru i astrofizičaru Milutinu Milankoviću (1879–1958).

## Izložene ledene ploče
Mnoga udubljenja trokutastog oblika vidljiva su u krateru Milanković. Prema istraživačkom timu, ove depresije prikazuju vodeni led u ravnom zidu koji je okrenut prema polu. Pronađeno je osam takvih nalazišta u krateru Milanković. Ovo otkriće je važno jer led leži ispod površine svega metar ili dva. Istraživanje je provedeno s instrumentima na letjelici Mars Reconnaissance Orbiter (MRO).